# André Girard (anarchiste)
André Girard, connu sous le pseudonyme de Max Buhr, né le 23 mars 1860 à Bordeaux et mort à l'hôpital Laennec à Paris 7e le 7 avril 1942, est un militant et journaliste anarchiste français.

## Biographie
Issu d'une famille bourgeoise - son père Jean Girard est avocat et bâtonnier de l'ordre comme son grand-père maternel Pierre-Auguste Vaucher, - il reçoit une éducation cléricale. Placé au lycée de Bordeaux, il rentre ensuite chez les jésuites d'où il se fait expulser comme élève indiscipliné. Il commence ensuite des études de médecine puis se rend à Paris vers sa vingtième année où il se lie d'amitié avec des révolutionnaires tels que Jean Grave. André Girard collabore au journal Le Révolté et à La Révolte. Employé de bureau à la préfecture de Police de Paris, c'est en prenant la défense en 1894 de Jean Grave - alors détenu à Clairvaux - dans les colonnes de La Cocarde qu'il attire l'attention sur lui. Démasqué, il est révoqué par arrêté du 28 janvier 1895. André Girard devient alors correcteur d'imprimerie.
Il aide ensuite Jean Grave à fonder Les Temps Nouveaux dont il devient l'un des principaux collaborateurs. Vers 1896, Maurice Lachâtre l'engage et il publie alors des articles dans le Dictionnaire-Journal, puis André Girard devient secrétaire de rédaction du Dictionnaire La Châtre.
En mars 1902, André Girard adhère au syndicat des correcteurs et, de 1905 à 1908, il appartient au comité syndical.
André Girard écrit également dans différents journaux et revues comme Le Libertaire de Sébastien Faure, L'Action Sociale de Bernard Lazare et dans Le Journal du peuple.
Pendant la Première Guerre mondiale, il se montre hostile à la guerre et à l'Union sacrée. Après la guerre, André Girard collabore à La Vie ouvrière.

## Brochures
- Éducation et autorité paternelle, Paris, Publication des "Temps nouveaux" (no 6), 1897 [Lire en ligne]
- L'Anarchie, Paris, Petite Bibliothèque Révolutionnaire (no 1), 1901 [Lire en ligne]
- L'enfer militaire, Paris, Publication des "Temps nouveaux" (no 44), 1911 [Lire en ligne]
- Le parlementarisme contre l'action ouvrière avec Marc Pierrot, Paris, Publication des "Temps nouveaux" (no 52), 1912 [Lire en ligne]
- Anarchistes et bandits, Publication des "Temps nouveaux" (no 70), 1914 [Lire en ligne]